# زمین‌لرزه‌ها در نیشابور
| تاریخ            | نتیجه                         |
| ---------------- | ----------------------------- |
| احتمالاً دهه ۳۱۰م | ویرانی شهر                    |
| ۱۱۳۵م            | ویرانی شهر                    |
| ۱۱۶۰م            | ویرانی کامل شهر               |
| ۱۲۶۷م            | ویرانی کامل شهر               |
| ۲۹ دسامبر ۱۴۰۵م  | زمین‌لرزهٔ ویرانگر              |
| ۱۹ ژانویه ۲۰۱۲م  | زمین‌لرزه‌ای با پس‌لرزه‌های بسیار |

مقایسهٔ نسبی میزان خطر زمین‌لرزه در نقاط مختلف ایران؛ نقاط قرمزتر نقاطی هستند که شتاب حداکثر جنبش زمین در آن‌ها بیش‌تر است. نیشابور در منطقه پرخطر قرار دارد

از سده سوم تا اوت ۱۹۲۸ میلادی؛ نیشابور در محاصره زمین‌لرزه بوده‌است. در طول این مدت زمین‌لرزه‌های ویران‌کننده بر روی سازه‌ها دگر ریختی زمین به‌طور متواتر بر گستره شهر نیشابور وارد کرده‌است. زمین‌لرزه‌های وارد شده بر نیشابور به دلیل دسترسی نداشتن به اطلاعات و ثبت داده‌ها در جدول و نوشتار ذکر نشده‌است. برخی از زمین لرزه‌ها نیز به‌خاطر آسیب نرساندن ثبت و ضبط نشده‌اند. همچنین بعضی از نواحی به دلیل دسترسی نداشتن و نبود ارتباطات در تاریخ هم باقی نمانده‌اند. بر این اساس، میانگین فاصله زمانی بین دو زمین‌لرزه در طول ۱۶۴۸ سال (از قرن سوم میلادی)، ۶۳ سال است. یعنی نیشابور با میانگین هر ۶۳ سال یک بار، بر اثر زمین‌لرزه ویران شده‌است. بررسی‌های انجام شده بیانگر تخریب کامل شهر نیشابور بر اثر زمین‌لرزه بزرگ‌سال ۶۶۸ و ۷۰۸ هجری در پهنه باختری نیشابور است. با توجه به زمین‌لرزه‌خیزی منطقه نیشابور یکی از مسائل مطرح مربوط به اردوگاه‌های اسکان موقت بازماندگان زمین‌لرزه‌است.
چارلز ملویل، با نوشتن کتاب «زمین‌لرزه‌ها در تاریخ نیشابور»، این بخش از تاریخ نیشابور را برای اولین بار در غرب مطرح کرد. بنابه نظر وی دو چیز شهر باعث کمرنگ شدن جایگاه شهر نیشابور و نقش آن شده‌است:جنگ‌ها و زمین‌لرزه‌ها. او این دو عنصر در بررسی تاریخ این شهر مهم دانست.

## گسل‌ها
گسل بینالود

## مهم‌ترین زمین‌لرزه‌ها

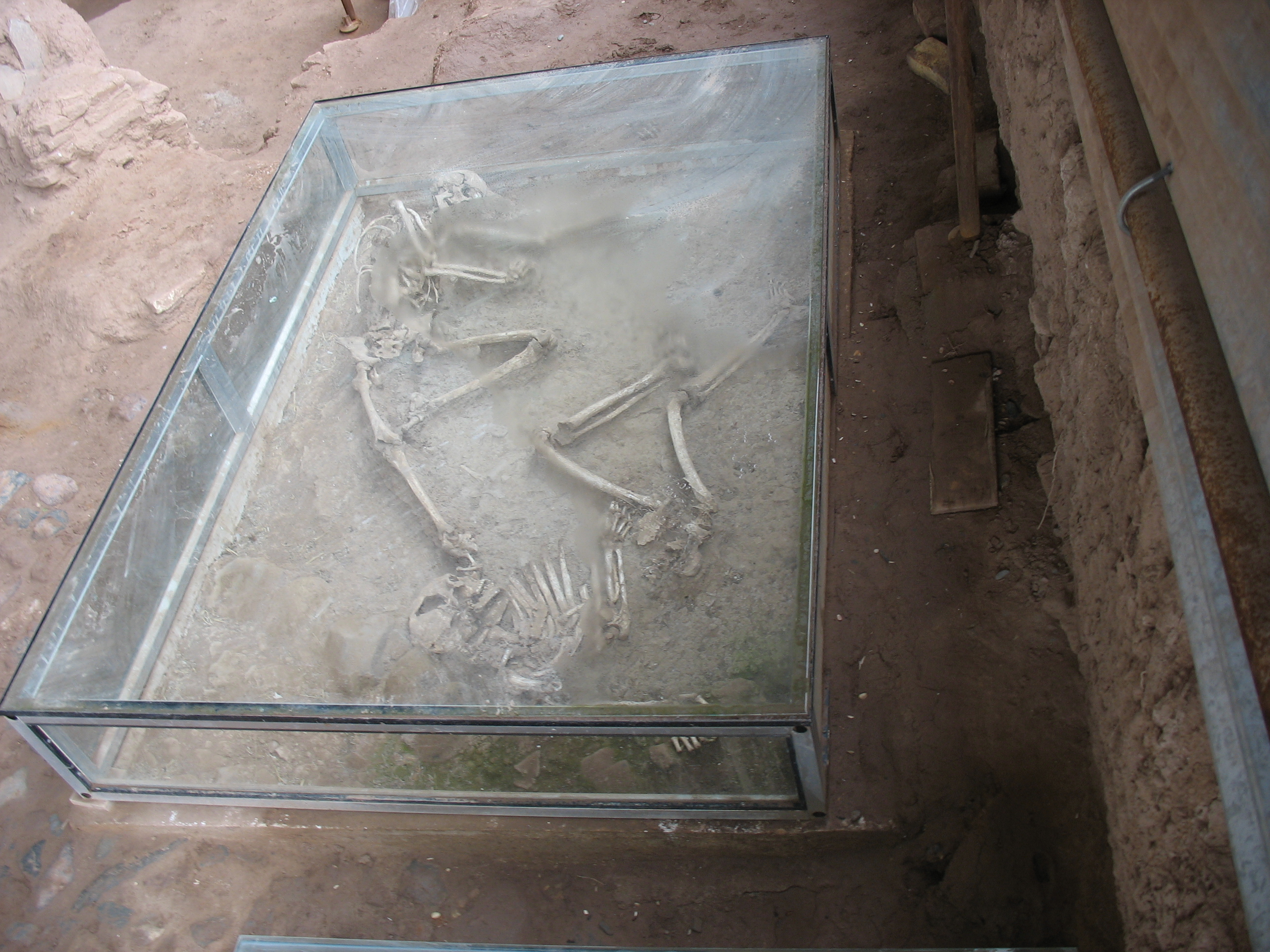
اسکلت‌های یافت شده از شادیاخ، اسکلت‌های سه نفر که از زیر آوار ماندن جان باخته‌اند، این محله از نیشابور در پی زمین‌لرزه سال ۶۶۶ قمری کاملاً نابود شد.

### ۲۹ دی ۱۳۹۰
در ساعت ۱۶:۰۵:۵۱ زمین‌لرزه‌ای که مرکز لرزه‌نگاری کشور ایران  بزرگای آن را ۶ ریشتر گزارش کرده‌است در عمق ۱۰ کیلومتری زمین در منطقه باغرود به مدت ۵ تا ۷ ثانیه به وقوع پیوست. شدت این زمین‌لرزه را سازمان زمین‌شناسی آمریکا ۵٫۷ ریشتر اعلام کرده‌است. این زمین‌لرزه به جز نیشابور در شهر مشهد و نیز شهرستان‌های چناران، طرقبه-شاندیز، قوچان و برخی روستاهای کاشمر نیز احساس شد. این زمین‌لرزه بزرگترین زمین لرزه در سال ۱۳۹۰ خورشیدی بود که در ایران روی داد و طی آن یک نفر کشته و ۲۴۹ نفر مجروح شدند.